# جی‌پی‌تی خودکار
جی‌پی‌تی خودکار (Auto-GPT): نسل نوین عوامل هوش مصنوعی مستقل(به انگلیسی: Auto-GPT) یک عامل نرم‌افزاری هوش مصنوعی است که سعی می‌کند با تقسیم کارها به وظایف فرعی و استفاده از اینترنت و سایر ابزارها در یک حلقه خودکار، به زبان طبیعی دست یابد. این عامل از API‌های جی‌پی‌تی ۴ یا جی‌پی‌تی ۳٫۵ شرکت اوپن‌ای‌آی استفاده می‌کند، و یکی از اولین نمونه‌های برنامه ای است که از جی‌پی‌تی ۴ برای انجام وظایف مستقل استفاده می‌کند.

### ویژگی‌های اصلی Auto-GPT
۱. تقسیم وظایف به زیرمجموعه‌ها: یکی از قابلیت‌های کلیدی Auto-GPT، توانایی آن در شکستن وظایف پیچیده به وظایف کوچکتر و قابل مدیریت است. این ویژگی به عامل امکان می‌دهد تا به صورت گام به گام به هدف نهایی نزدیک شود.
۲. استفاده از اینترنت: Auto-GPT به عنوان یک عامل مستقل می‌تواند برای جمع‌آوری اطلاعات، به‌روز کردن داده‌ها، و حتی تعامل با منابع آنلاین از اینترنت استفاده کند. این قابلیت آن را از سایر ابزارهای سنتی مبتنی بر هوش مصنوعی متمایز می‌کند.
۳. خودکارسازی حلقه کاری: این ابزار قادر است در یک حلقه خودکار به ارزیابی و اصلاح عملکرد خود بپردازد. به عبارت دیگر، Auto-GPT می‌تواند نتایج اقدامات خود را تحلیل کرده و در صورت لزوم، برنامه‌های خود را تغییر دهد.
۴. استقلال در تصمیم‌گیری: برخلاف سیستم‌های هوش مصنوعی که نیازمند نظارت مستقیم انسان هستند، Auto-GPT می‌تواند با حداقل دخالت انسانی کار کند. این ویژگی آن را به ابزاری قدرتمند برای انجام وظایف مستقل تبدیل کرده است.

### چگونگی عملکرد Auto-GPT
Auto-GPT با استفاده از مدل‌های زبان GPT، وظایف مشخصی را دریافت کرده و آنها را به وظایف فرعی تقسیم می‌کند. سپس هر وظیفه فرعی به صورت مستقل پردازش می‌شود. در هر مرحله، Auto-GPT از توانایی یادگیری و پردازش زبان طبیعی برای ارزیابی وضعیت فعلی، جستجو در منابع مرتبط، و تولید نتایج استفاده می‌کند. این روند تا زمانی ادامه پیدا می‌کند که هدف نهایی محقق شود.
به عنوان مثال، اگر هدف یک کاربر "ایجاد یک برنامه بازاریابی برای یک محصول جدید" باشد، Auto-GPT می‌تواند این هدف را به وظایف زیر تقسیم کند:
- تحقیق درباره بازار هدف.
- تحلیل رقبا.
- پیشنهاد استراتژی‌های بازاریابی.
- ایجاد برنامه زمان‌بندی اجرایی.

### کاربردهای Auto-GPT
۱. مدیریت پروژه: Auto-GPT می‌تواند برای برنامه‌ریزی، زمان‌بندی، و پیگیری پروژه‌ها استفاده شود.
۲. تجزیه و تحلیل داده‌ها: با دسترسی به اینترنت و ابزارهای مرتبط، این عامل می‌تواند داده‌ها را تجزیه و تحلیل کرده و نتایج ارزشمندی ارائه دهد.
۳. توسعه نرم‌افزار: Auto-GPT قادر است برای تولید کد و توسعه اولیه نرم‌افزار به صورت خودکار مورد استفاده قرار گیرد.
۴. بازاریابی دیجیتال: از تحقیق درباره کلیدواژه‌ها گرفته تا ایجاد محتوا و پیشنهاد استراتژی‌های تبلیغاتی، Auto-GPT می‌تواند نقش موثری ایفا کند.

### مزایا و محدودیت‌ها

#### مزایا:
- کاهش نیاز به دخالت انسانی.
- افزایش بهره‌وری در انجام وظایف پیچیده.
- انعطاف‌پذیری بالا برای انواع کاربردها.

#### محدودیت‌ها:
- وابستگی به کیفیت داده‌ها و منابع آنلاین.
- احتمال اشتباه در تصمیم‌گیری در مواردی که اطلاعات ناکافی یا نادرست باشد.
- نیاز به منابع محاسباتی بالا برای انجام وظایف پیچیده.

### جمع‌بندی
Auto-GPT به عنوان یکی از پیشرفته‌ترین عوامل نرم‌افزاری مبتنی بر هوش مصنوعی، توانسته است امکانات گسترده‌ای را برای خودکارسازی وظایف و افزایش بهره‌وری فراهم کند. با این حال، برای بهره‌گیری موثر از این ابزار، لازم است محدودیت‌های آن به دقت مدنظر قرار گیرد. در آینده، توسعه این فناوری می‌تواند نقش مهمی در تغییر نحوه انجام وظایف پیچیده و بهبود فرآیندهای کاری ایفا کند.